# Uher

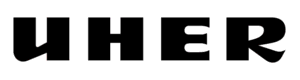
Markenzeichen von Uher 1956–2006

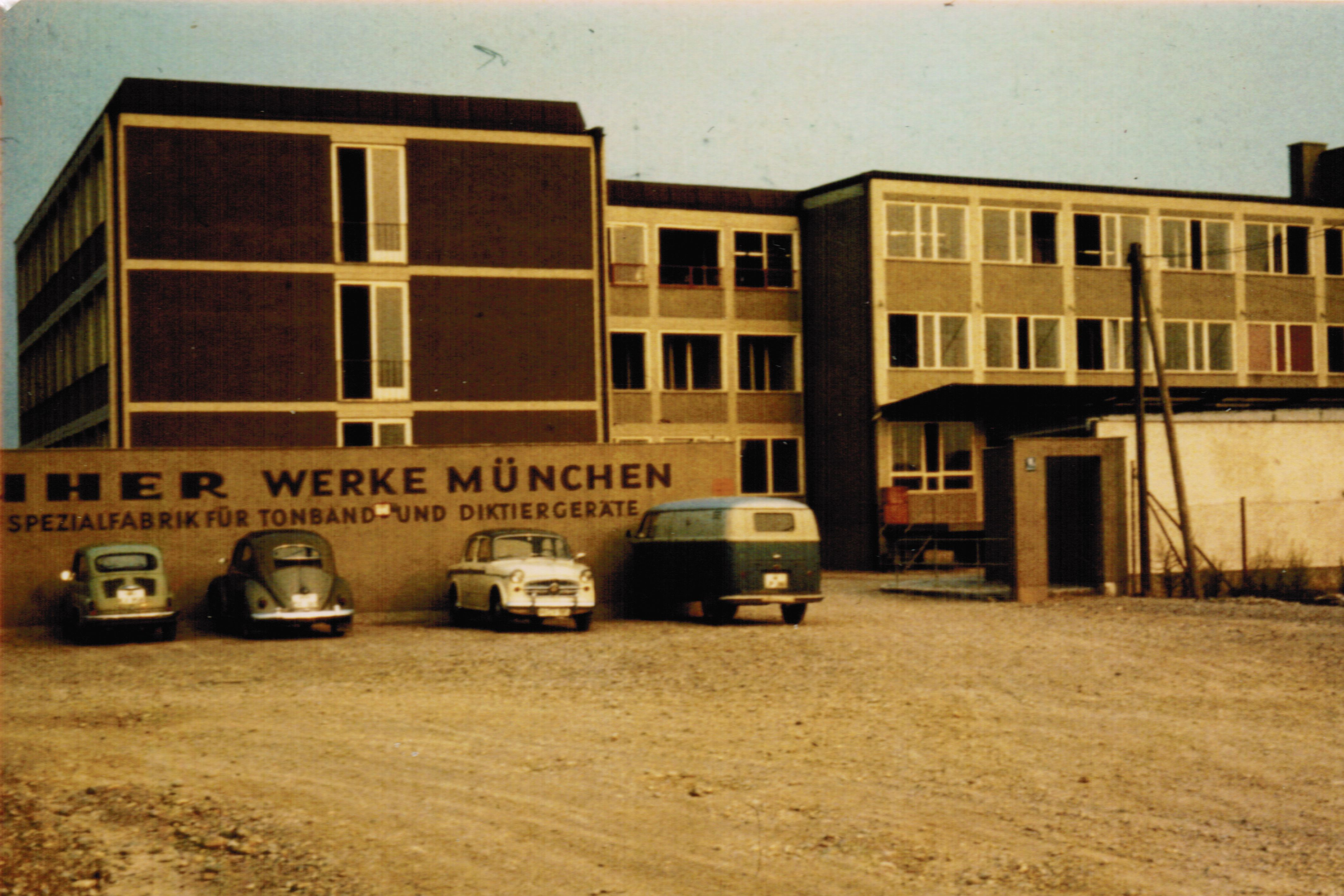
Uher-Werke Hauptwerk München-Obersendling, Barmseestraße 11 (1962)

Uher-Zweigwerk Buchbach (1970er Jahre)

Die Uher Werke München, benannt nach dem Unternehmer Edmond Uher, waren ein weltbekannter Spezialhersteller qualitativ hochwertiger Tonbandgeräte, Diktiergeräte, Kassettengeräte, Sprachlehranlagen und Zubehör. Ihre größten Erfolge erzielten sie Mitte der 1950er bis Mitte der 1970er Jahre.

## Vorgeschichte
Der gebürtige Ungar Edmond Uher, vielseitiger Erfinder und Unternehmer, gründete 1934 die Firma Uher & Co. in München-Pasing, die verschiedene feinwerktechnische Produkte herstellte und an der nacheinander die Bayerischen Motoren-Werke und die Messerschmitt AG beteiligt waren. Außerdem gründete er die Süddeutschen Mechanischen Werkstätten GmbH (SMW), eine Entwicklungswerkstätte, deren Inhaber und Geschäftsführer 1949 Wolfgang („Wolf“) Freiherr von Hornstein wurde, und die später die Uher-Produkte entwickelte. Während des Zweiten Weltkriegs eröffnete Edmond Uher Zweigunternehmen in Wien und Budapest. Nach dem Krieg gründete er seine Firmen in München und in Wien neu. In München zog er nach einer Übergangslösung in Starnberg in die Boschetsrieder Straße 59 in München-Obersendling um. Der parallele Wiederaufbau beider Werke überstieg aber seine wirtschaftlichen Möglichkeiten.

## Uher-Werke München

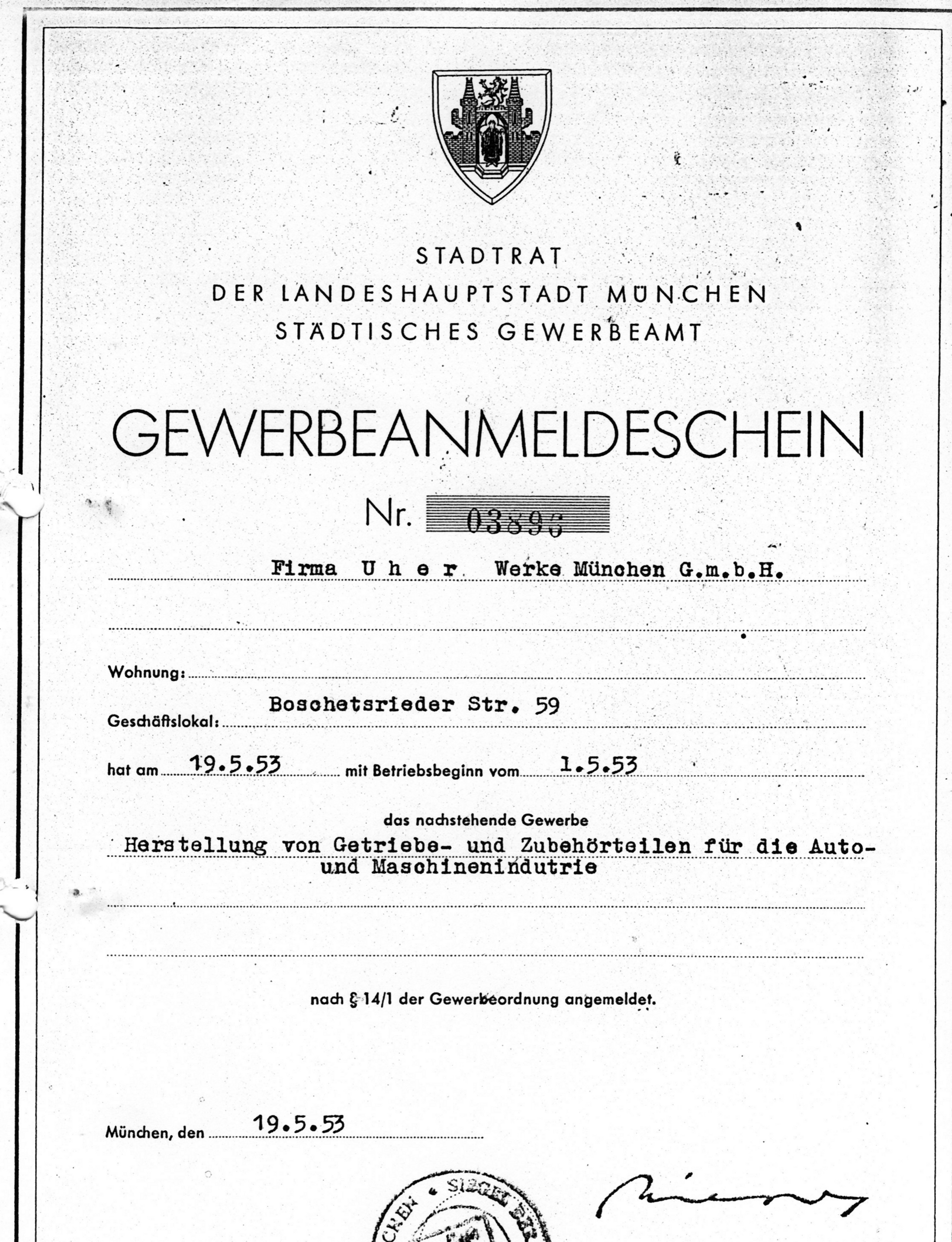
Gewerbeanmeldung in München 1953 in Sendling, Boschetsriederstr. 59

Die Uher Werke München GmbH wurde 1953 mit einem Stammkapital von 600.000 DM unter teilweiser Übernahme von Personal, Maschinenpark und Produktionsstätten der Firma Uher & Co. gegründet. Gesellschafter waren Carl Theodor Graf zu Toerring-Jettenbach, Gutsbesitzer in München (240.000 DM), die Firma Uher & Co. (vertreten durch den persönlich haftenden und alleinvertretungsberechtigten Edmond Uher, 359.000 DM), und dessen Ehefrau Fiametta (1.000 DM). Zu Geschäftsführern bestellt wurden Wolfgang Freiherr von Hornstein – Edmond Uhers Schwager und Besitzer der von diesem gegründeten Süddeutschen Mechanischen Werkstätten (SMW) – und Rechtsanwalt Hans Ziegler. Edmond Uher zog sich auf seine österreichische Firma zurück; Hornstein, Ziegler und Geldgeber Toerring-Jettenbach kümmerten sich um die wegen schlechter Auftragslage angeschlagene Firma.
Hornstein übernahm zunächst Lohnaufträge, darunter die Verbesserung einer größeren Charge von Tonbandgeräten. Wegen diesbezüglicher Probleme beauftragte er seine Firma SMW erfolgreich, ein eigenes Tonbandgerät zu konstruieren. Von da an entwickelten die SMW generell die Tonbandgeräte, die Uher produzierte.
Das erste Uher-Tonbandgerät, das Uher 95, entstand noch 1953; 1954 war es bereits serienreif. 1955 entschloss sich Hornstein, die Fertigung von mechanischen Präzisionsteilen ganz zugunsten der Herstellung von Tonbandgeräten aufzugeben.
Am 2. Dezember 1957 wurde die Firma Uher-Werke München KG ins Leben gerufen. Die Kommanditgesellschaft führte die fortbestehende Uher Werke München GmbH weiter. Sie hatte deren Vermögen im Wege der Umwandlung ohne Abwicklung übernommen. Persönlich haftender Gesellschafter war Carl Theodor Graf zu Toerring-Jettenbach, Kommanditist dessen damals 21 Jahre alter Sohn Hans Veit Kaspar Nikolaus Erbgraf zu Toerring-Jettenbach (Beteiligung 550.000 DM).
Ende der 1950er Jahre fertigte Uher mit etwa 400 Mitarbeitern fünf verschiedene Gerätetypen und erlangte im In- und Ausland einen ausgezeichneten Ruf. 1962 konnte die stark expandierende Firma in einen modernen Neubau in einem Industriegebiet in Obersendling am Südrand Münchens, in die Barmseestraße 11, umziehen. Ein Jahr später waren die Produktionszahlen versechsfacht, der Tonbandgeräte-Umsatz seit 1957 um 362 % gesteigert. Um der ständig steigenden Nachfrage gerecht zu werden, wurden 1960 in Buchbach im Landkreis Mühldorf und 1966 in Asch-Leeder Zweigbetriebe gegründet, die beide nach wenigen Jahren in Neubauten umzogen. Zubehör wurde in Klausen in Südtirol gefertigt.

„Von 1968 bis 1970, in zwei Jahren, wurde der Umsatz, der seit 1966 bei rund 50 Millionen Mark stagniert hatte, auf 102 Millionen Mark verdoppelt. Die Jahresproduktion kletterte auf 180.000 Geräte, die Belegschaft wuchs auf über 1500 Personen.“

1973 erreichte die Mitarbeiterzahl von Uher ihren Höchstwert von insgesamt knapp 1800, ebenso der Umsatz mit 110 Millionen DM. Dann aber sank die Erfolgskurve des Tonbandgeräteherstellers. Baron Hornstein musste Uher schon 1972 „wegen Unregelmäßigkeiten“ verlassen; 1974 wurde die Uher Werke München KG „in akuter finanzieller Notlage“ an die die ebenfalls in der Magnettontechnik tätige Wolfgang Assmann GmbH in Bad Homburg vor der Höhe verkauft. Am 21. Oktober 1977 schrieb die Funkschau: „Immer mehr entwickelt sich Uher auch zur Vertriebsfirma für nicht in Deutschland hergestellte Geräte“. Am 3. September 1980 zitierte die Süddeutsche Zeitung den damaligen Geschäftsführer Rüdiger Hoessrich, Uher wolle nicht mehr mit den Japanern konkurrieren, weshalb die Produktion gestrafft und auf kleinere Stückzahlen umgestellt, die Produktion in München eingestellt und nach Buchbach verlagert werden müsse.
Der Staatssicherheitsdienst („Stasi“) der DDR war von Uher-Tonbandgeräten angetan und setzte sie zu Abhörzwecken ein. 3000 Stück hätten den Eisernen Vorhang passiert, berichtet Heribert Schwan. Nach der Wende  wurden Reste zusammen mit „altem Stasi-Plunder“ verkauft, waren aber kaum gefragt, weil es sich um reine Mono-Geräte handelte.
Inzwischen existiert von den Werken in München, Buchbach, Asch-Leeder und Klausen keines mehr. Zum weiteren Schicksal der Marke Uher schreibt Ulrich Wienforth im Stereo-Sonderheft 30 Jahre HiFi-Geschichte, 2004: „In den Achtzigern hatte Assmann den Markennamen Uher an verschiedene HiFi-Anbieter lizenziert, was für einige Verwirrung sorgte. So brachte etwa Harman eine Reihe hochwertiger HiFi-Komponenten unter dem Uher-Logo, während der Otto-Versand billige Importware (unter anderem zum Beispiel Radiowecker und Mini-Türmchen) mit dem bekannten Schriftzug schmückte. All diese Produkte sind aber längst vom Markt verschwunden – der Name Uher ist, jedenfalls was den HiFi-Bereich angeht, Geschichte.“
1996 wurde die Wolfgang Assmann GmbH in die getrennten Firmen Uher GmbH, ATIS Systems GmbH, Uher Electronic GmbH und Uher Informatik GmbH aufgeteilt. Unterhaltungselektronik wird nicht mehr produziert; der restliche Lagerbestand an Tonbandgeräten, Zubehör und Ersatzteilen wurde 2013 verkauft.

## Produkte

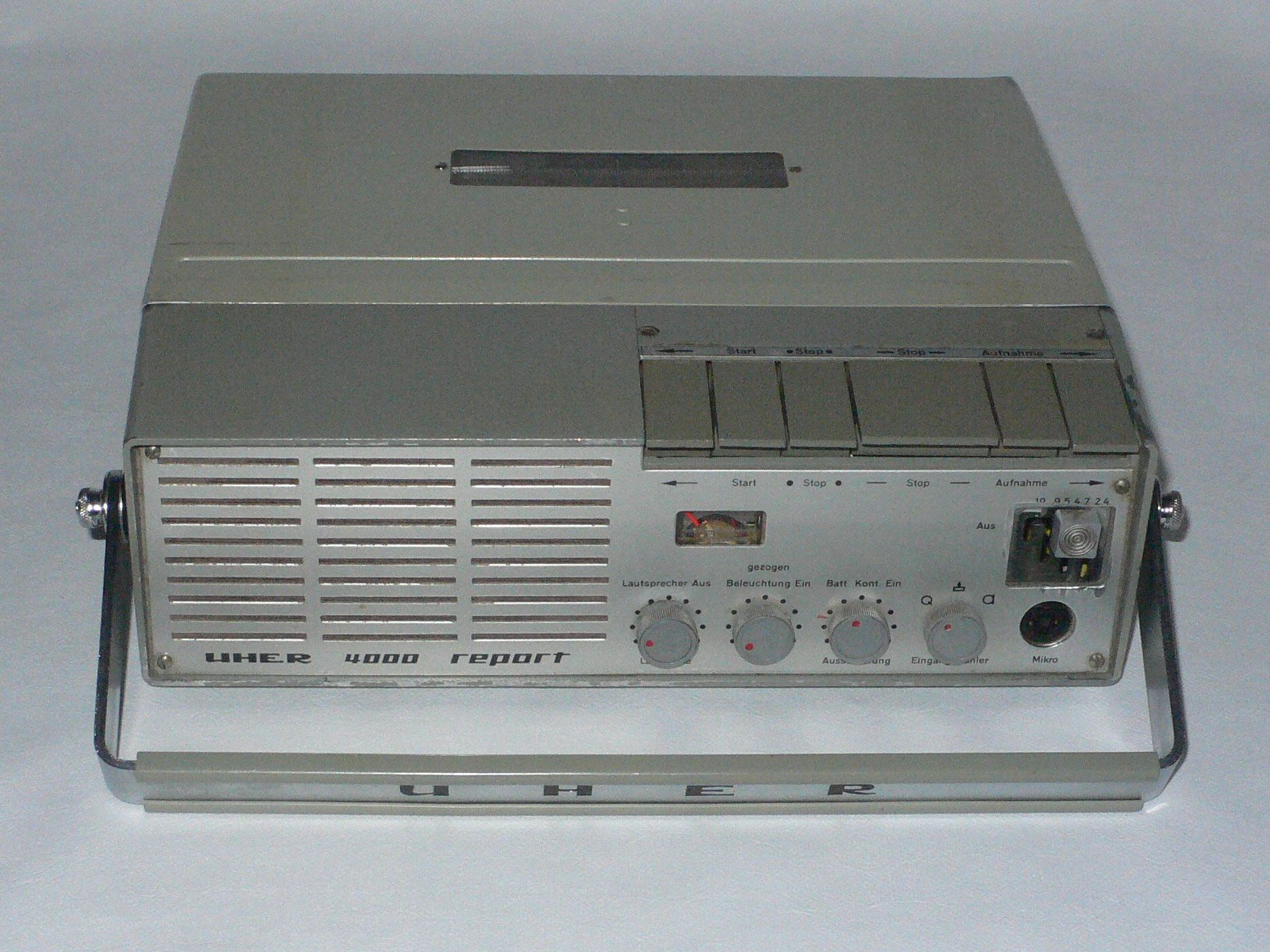
Eines der ersten Uher 4000 Report (1961–1962)
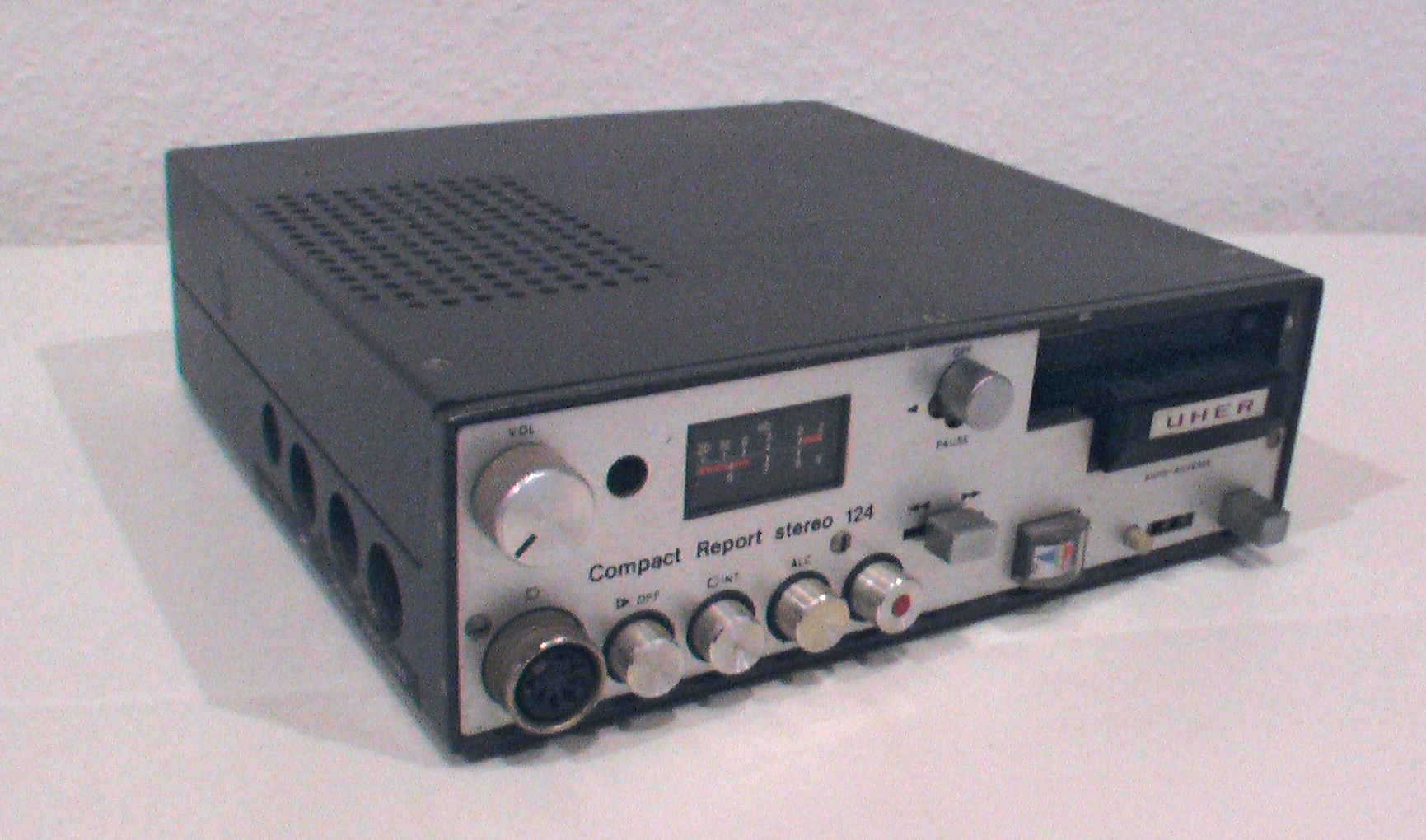
Uher Compact Report Stereo 124 (1971–1973)
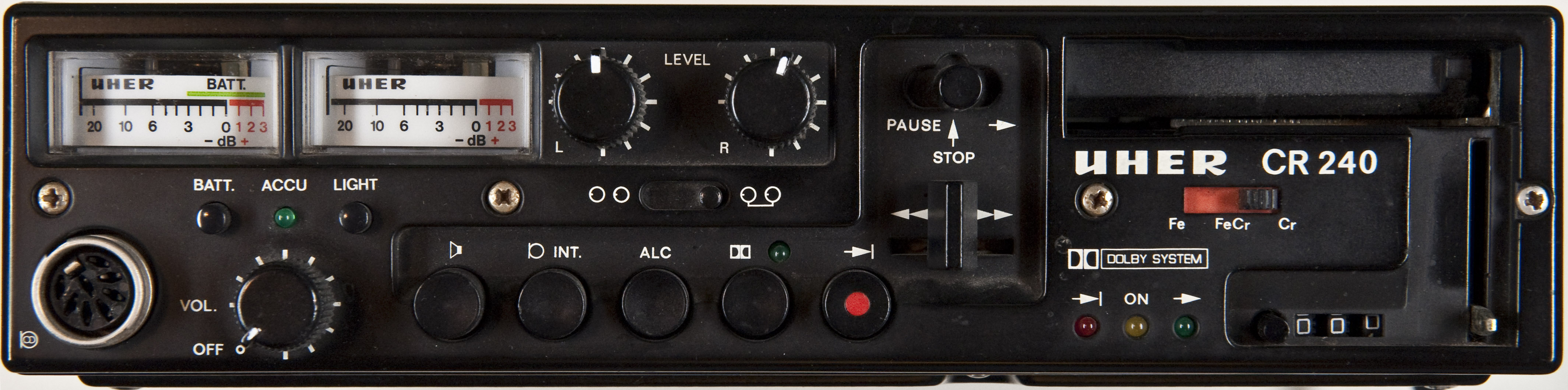
Uher CR 240 mit Dolby B, 1977
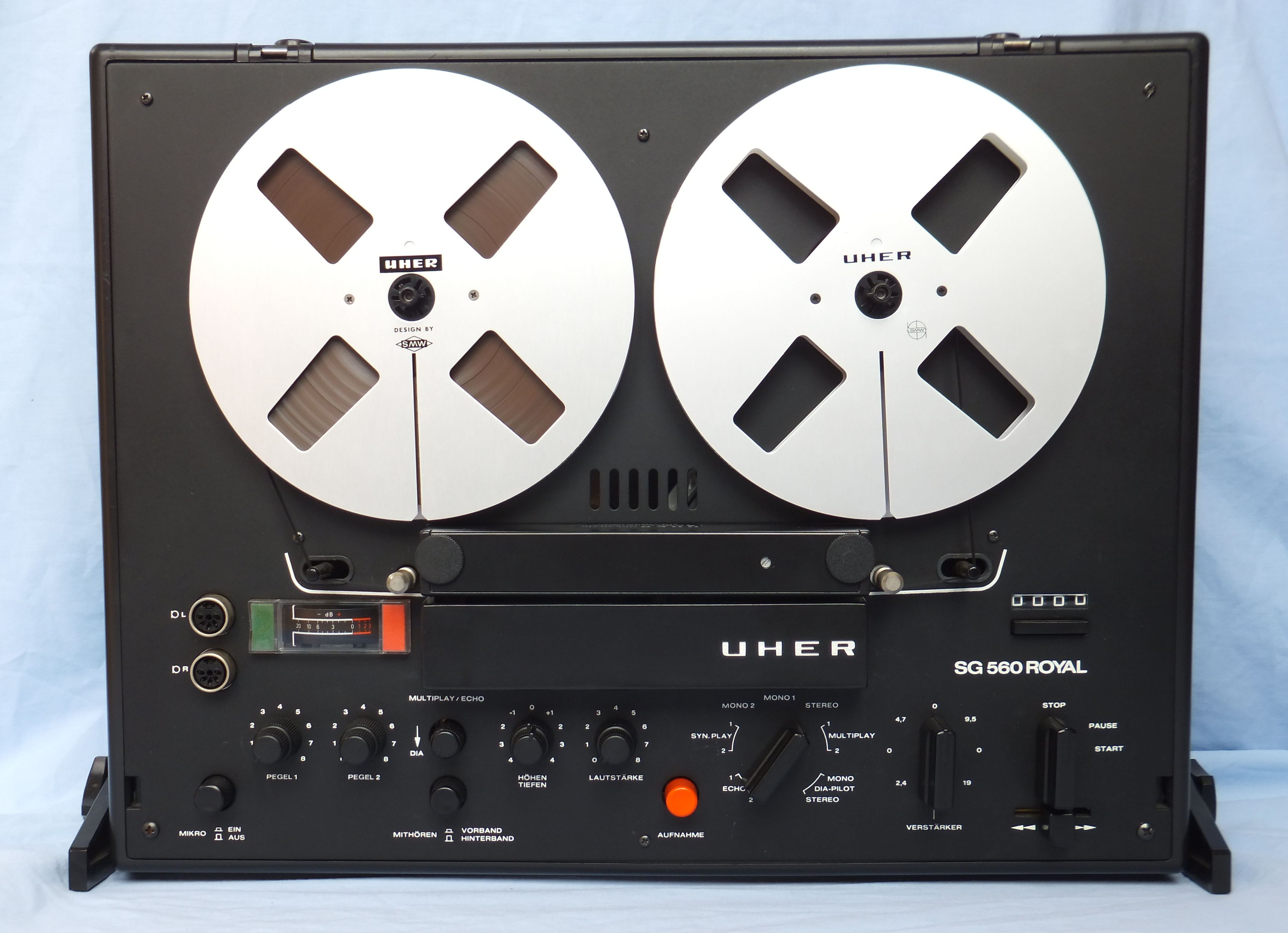
Uher SG 560 Royal (1974–1975)
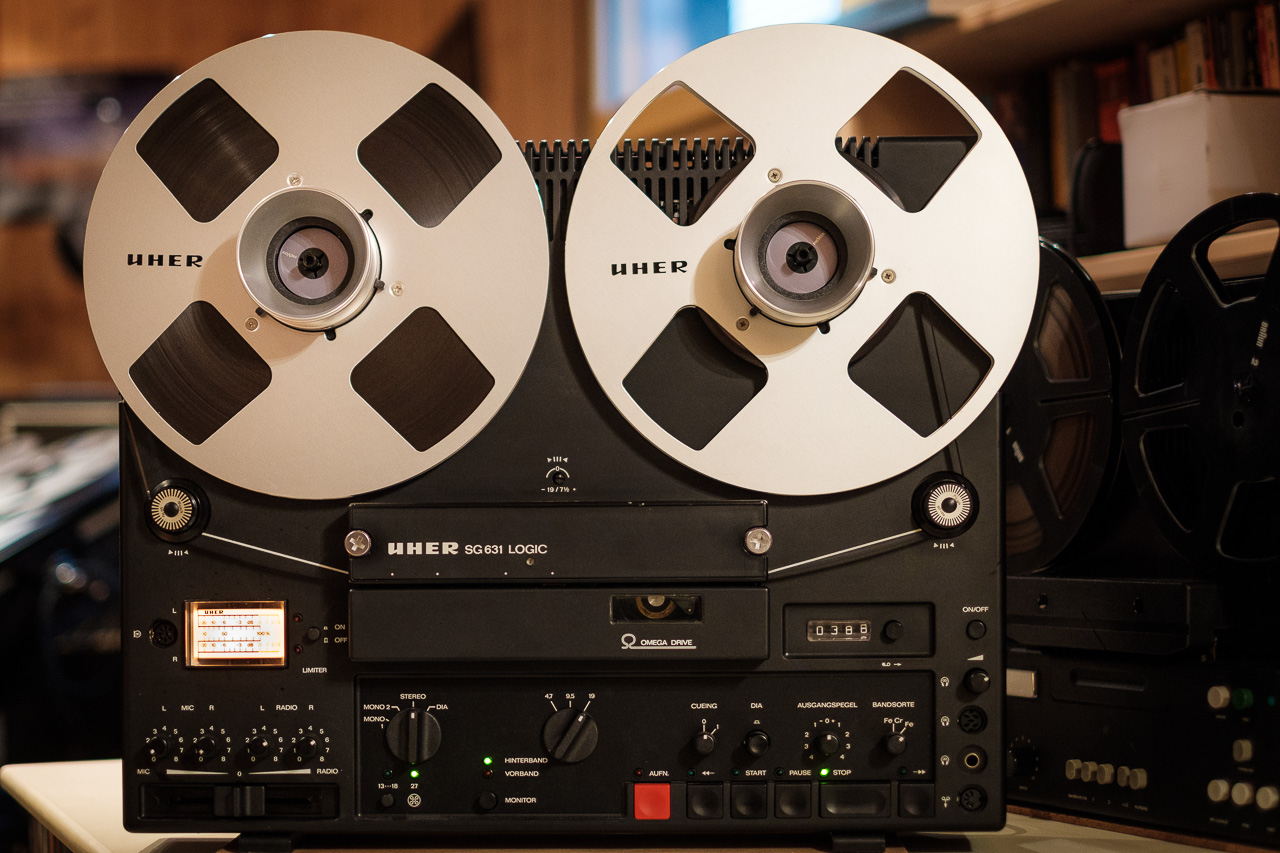
Uher SG 631 Logic (1977–1981)
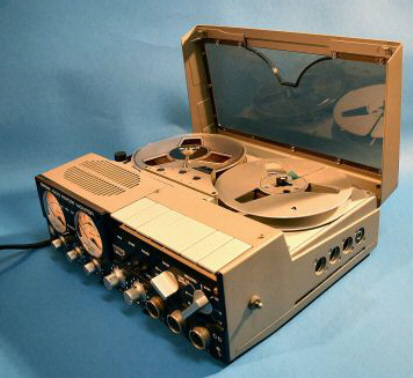
Uher 4400 Report Monitor (ab 1979)

Auswahl:

### Tonbandgeräte
Uher 95

Erstes Uher-Tonbandgerät (1955). Bandgeschwindigkeit 9,5 cm/s, Spulengröße bis 15 cm Durchmesser, robustes und verwindungsfreies Aluminium-Druckgusschassis (im Gegensatz zu den üblichen Blechchassis), vier Röhren sowie eine Austeuerungsanzeigeröhre.
Uher Universal

Kombiniertes Tonband- und Diktiergerät (1958). Drei Bandgeschwindigkeiten, Aluminium-Druckgusschassis, vollautomatische Ton-Dia-Projektion.
Uher Stereorecord II und III

Erstes Stereo-Tonbandgerät von Uher (1960). Drei Bandgeschwindigkeiten, Spulengröße bis 18 cm Durchmesser, zahlreiche Trickmöglichkeiten einschließlich Synchro-Play (während Wiedergabe der ersten Spur Aufnahme auf die zweite) mittels zusätzlichem Multi-Synchron-Koppler.
Uher Report

Erstes mobil einsatzfähiges und mit Transistoren bestücktes Uher-Tonbandgerät (1961) in kompakter Bauweise. Vier Bandgeschwindigkeiten, Spulengröße bis 13 cm Durchmesser,  Batterie-, Akku- und Netz-Stromversorgung, patentiertes Antriebssystem. Erfüllte die HiFi-Norm DIN 45500. Basierend auf dem ursprünglichen Grundkonzept wurde es ständig fortentwickelt und rund 38 Jahre lang, bis 1999 produziert. Nach dem Uher 4000 Report erschienen die Modelle Uher 4000 Report S (1963), L (1964), IC (1972) und Monitor (1980). Alle Geräte erschienen auch in Stereo-Versionen mit den Typnummern 4002 bzw. 4200 (Halbspur) und 4004 bzw. 4400 (Viertelspur). Vollspur-Varianten mit Synchronisationsmöglichkeit von Filmkameras waren das 1000 Report Pilot und 1200 Pilot Synchro. Sonderausführungen wurden für militärische und geheimdienstliche Zwecke von Ländern in Ost und West gebaut. Mit ca. 1 Million Stück war es das meistverkaufte, bekannteste und inzwischen „legendär“ genannte Uher-Tonbandgerät. Ein Uher Report umkreiste mit der Gemini-Kapsel die Erde.

„1500 Report laufen in britischen, kanadischen und US-Rundfunkstudios. Der Deutsche Wetterdienst in Offenbach, das amerikanische Bundeskriminalamt FBI, Filmheld James Bond und der Spiegel benutzen den Report. Als Präsident Kennedy Westdeutschland besuchte, führte sein Gefolge zehn Geräte mit.“

1985 erschien zuletzt das Uher 6000 Report Universal, ein preisgünstiges Dokumentations-System, das die Eigenschaften eines hochwertigen Tonbandgerätes mit denen eines universellen Diktiergerätes vereinigte. Bandgeschwindigkeiten: 9,5, 4,75, 2,4 und 1,2 cm/s. HiFi-Qualität bei 9,5 cm/s, jedoch nur Einkanaltechnik (mono). Im Bundestag wurden ca. 50 bis 60 Uher 6000 Report Universal eingesetzt.
Die letzten Report-Geräte wurden 1999 als Vierspurversion in Buchbach (Oberbayern) gebaut.
Uher Universal 5000

Kombiniertes Tonband- und Diktiergerät (1963). Volltransistorisierte Version. Bandgeschwindigkeiten: 2,4, 4,75 oder 9,5 cm/s. Elektromagnetische Steuerung des Laufwerks. Druckgusschassis. Wurde im Deutschen Museum als Ansagegerät verwendet. Spielte bei der Watergate-Affäre eine wesentliche Rolle.
Uher Royal

Transistorgerät für Netzbetrieb (1962). Vierspur-Technik, vier Bandgeschwindigkeiten, Spulengröße bis 18 cm Durchmesser. Mono- und Stereo-Aufnahme und -Wiedergabe, Synchro- und Multi-Playback, Hall- oder Echo-Effekte. Zwei-Kanal-Mischeingang. Dia-Pilot zur Steuerung des Bildwechsels automatischer Dia-Projektoren. Verbesserte Nachfolger: Uher Royal de Luxe mit Bandzugkomparator, einer effektiven, mechanischen Bandzugregelung. Mehrere Nachfolgetypen (SG 560, SG 561, SG 562).
Uher 22/24 HiFi-Special

HiFi-Tonbandgerät in Zwei- und Vierspurausführung ohne Endstufen (1964). Umschaltmöglichkeit der Entzerrung zwischen NAB und CCIR 1, Spalteinstellung des Wiedergabekopfes von außen zugänglich. Durch separate Aufnahme- und Wiedergabeverstärker war eine echte Hinterbandkontrolle möglich. Als Besonderheit erhielt jedes einzelne Gerät ein „Zeugnis“ in Form einer Prüfurkunde und eines Papierstreifens mit der Original-Frequenzgangaufzeichnung (gemessen über Band), wodurch die hohe Leistung und Qualität der Geräte bekundet werden sollten.
Uher Royal de Luxe

Spitzentonbandgerät mit neuartigem Laufwerk (1966). Vier Bandgeschwindigkeiten, Spulengröße bis 18 cm Durchmesser. Der patentierte Bandzugkomparator ermöglichte erstmals exzellente Gleichlaufwerte und äußerst feinfühligen Umgang auch mit dem besonders dünnen Triple-Band. Synchro- und Multiplay. Erstmals konnte der komplette Kopfträger in Vier- oder Zweispur-Technik ausgewechselt werden. Das Gerät war als Royal de Luxe C auch ohne Leistungsendstufe lieferbar.
Uher Variocord

Bei den Variocord-Modellen handelt es sich um abgespeckte Varianten des Royal de Luxe. Es gab Ausführungen in Mono (Variocord 23 mit einem und Variocord 63 mit zwei Lautsprechern) und Stereo (Variocord 263 und die Nachfolgemodelle SG 520 und SG 521). Die wesentlichen Unterschiede zum Royal de Luxe: Zwei Köpfe (statt drei), womit die Trickeffekte und die Hinterbandkontrolle entfallen. Drei (statt vier) Geschwindigkeiten. Nur ein Anzeigeinstrument für beide Kanäle bei den Stereo-Modellen (außer beim SG 521).
Uher SG 630/631 Logic

HiFi-Stereo-Tonbandmaschine der Spitzenklasse, zugleich letztes Uher-Spulentonbandgerät (1976). Drei Bandgeschwindigkeiten 4,75, 9,5, 19 cm/s, erstmals Spulengröße bis 26,5 cm Durchmesser. Computergesteuertes, vollelektronisches 4-Motoren-Laufwerk. Erste Tonbandmaschine mit Omega-Drive genanntem Antrieb ohne Gummiandruckrolle. Vollelektronische, weglose Bandzugregelung. Eingebaute Impulssteuerung für Diaprojektoren. Auswechselbarer Halb- und Viertelspur-Tonkopfträger. Keine eingebauten Lautsprecher. Im Gegensatz zu den vorherigen Modellen keine Trickmöglichkeiten.

### Kassettengeräte
Uher CR 124 Stereo

Erstes, weltweit patentiertes Uher-Kassettengerät (1972). Mit Maßen von 18,5 × 5,7 × 18 cm und einem Gewicht von 2 kg damals das kleinste transportable Kassettengerät der Welt. Kompakte Bauweise, Batterie-, Akku- und Netz-Betrieb. Eingebautes Niederspannungs-Kondensator-Mikrofon. Abschaltbare Aussteuerungsautomatik. Neu entwickelter Stereo-Tonkopf mit vier übereinanderliegenden Magnetsystemen ermöglichte Auto-Reverse-Betrieb (Laufrichtungsumschaltung am Bandende statt manuellen Umdrehens der Kassette). Erfüllte die HiFi-Norm DIN 45500 auch mit einfachem Eisenoxydband. Das Gerät war allerdings mehr als doppelt so teuer wie übliche Kassettengeräte.
Verbesserte Nachfolgetypen: Uher CR 210, Uher CR 210 Pilot (beide 1974), Uher CR 240 (1977, mit Dolby B, größer als die Vorgänger).
Uher CG 360

Hochleistungs-Kassettendeck in IC-Modulbauweise (1973). Digitale Laufwerksteuerung in IC-Technik. Dolby-Rauschunterdrückung in IC-Technik. Drei Motoren, darunter ein Hysterese-Synchronmotor und zwei eisenlose Gleichstrommotoren. Eine von außen einsteckbare symmetrische Endstufe mit 2 × 10 Watt Sinusleistung ermöglicht auch die alleinige Verwendung als Stereo-HiFi-Verstärker.
Uher CG 320
2-Motoren Cassetten-HiFi-Stereogerät mit hervorragenden Gleichlaufeigenschaften (1974). Ausgerüstet mit einer DNL-Rauschunterdrückung (System Philips). Zwei eingebaute Endstufen mit je 5 Watt ergaben einen guten Klang auch über die eingebauten Lautsprecher. Aussteuerungsautomatik getrennt schaltbar für Sprache und Musik.

### Verstärker
Uher CV 140

Vollständig von den SMW entwickelter und von Uher selbst gefertigter HiFi-Stereoverstärker mit 2 × 70 Watt Musikleistung (1969). Übertraf in allen Punkten die HiFi-Norm DIN 45500.

### Spezielles Zubehör
Uher Mix 500

Stereo-Mischpult mit 5 Eingängen in professioneller Technik. Nachfolger: Uher Mix 700. HiFi-Stereo-Mischpult in 5-Kanal-Technik mit Duo-Masterpegelsteller und Panorama-Potentiometer.
Fernschalter

Hand- und Fußschalter zur Fernbedienung dafür ausgerüsteter Tonbandgeräte.
Akustomat

Zusatzgerät zum Aufnahmestart bei Auftreten von Geräuschen oberhalb eines einstellbaren Pegels und Unterbrechung bei Reduzierung des Pegels unter einen ebenfalls einstellbaren Wert für dazu ausgerüstete Tonbandgeräte.

### Sprachlehranlagen
Von 1963 bis 1981 baute Uher Sprachlehranlagen unter Verwendung modifizierter Standard-Tonbandgeräte, die besonders universell anwendbar und bedienerfreundlich waren.
AS 200

Einfach bedienbarer Lehrertisch, 20 Schülerplätze (vorhandene oder Spezialtische), erweiterbar um maximal 20 eingeschränkte Plätze.
AS 300/400

Lehrerbedienungstisch mit Zweispur-Tonbandgerät und integriertem Diapilot und Plattenspieler oder zweitem Tonbandgerät zur Aufteilung der Schüler in Leistungsgruppen. 30 audioaktive Schülerplätze, erweiterbar um 10 eingeschränkte Plätze. Einige Schülerplätze mit Tonbandgeräten für individuelle Einzelarbeit. Ergänzungsmöglichkeit im Bausteinverfahren. Schnelleres Vorangehen für begabtere, Wiederholungsmöglichkeit für langsamere Schüler. Aufnahme- und Begutachtungsmöglichkeit von Sprechübungen ausgewählter Schüler.
AWR 100

Komponenten:
- HiFi-Stereo-Tonbandgerät Uher Royal de Luxe
- HiFi-Stereo-Tuner mit Stationstasten
- Mischpult mit 5 Flachbahnreglern
- HiFi-Stereo-Plattenspieler
- optional HiFi-Stereo-Cassettenrecorder CR 210
- HiFi-Stereo-Verstärker CV 140
- integrierte Wechselsprechanlage

AA 482

Preisgünstige Lehranlage mit umfangreichen Möglichkeiten, geeignet nicht nur für Sprach-, sondern auch für anderen Unterricht.
LA 301 CC

Erste Version für Tonbandkassetten statt -spulen.
LA 501 CC

Mit zwei Lehrertonbandgeräten. 3-Motoren-Laufwerk und IC-Technik. Schüler konnten Tonbandkassetten mit nach Hause nehmen, um dort zu repetieren oder weiterzulernen.

### OEM-Produkte und Markenname
Nach dem Verkauf an die Wolfgang Assmann GmbH bot Uher zunehmend, später überwiegend OEM-Geräte an und lizenzierte den Markennamen an verschiedene Hersteller von Unterhaltungselektronik. Die Palette, die sich immer mehr von den ursprünglichen Produkten und teilweise auch von deren Qualitätsniveau entfernte, umfasste unter anderem
- Mini- und Kompakt-Stereoanlagen
- HiFi-Komponenten
- Fernsehgeräte
- Videogeräte
- Uhrenradios
- Radiorekorder
- Anrufbeantworter

## Trivia
Der amerikanische Dichter Allen Ginsberg verwendete ein Uher-Aufnahmegerät. Er hatte es erworben, nachdem er 1965 von Bob Dylan 600 Dollar erhalten hatte. Aus den Tonaufnahmen gingen Gedichte in seinem Band The Fall of America hervor.
Uher-Tonbandgeräte waren häufig im Fernsehen zu sehen, besonders oft in Kriminalfilmen das Uher Report als Aufzeichnungsgerät für Verhöre Verdächtiger und Geständnisse von Tätern.
Für die Folge Noch zehn Minuten zu leben der deutschen Fernseh-Kriminalserie Der Kommissar aus dem Jahr 1975 wurden Szenen im Uher-Hauptwerk München-Obersendling in der Barmseestraße gedreht. Dabei erkennt man ein typisches Fragment des Uher-Firmennamens an einer Gebäudefassade.